# كم (ملابس)
الكُم هو ذلك الجزء من الثوب الذي يغطي الذراع، أو يمر من خلاله الذراع. نمط الكم هو أحد خصائص الموضة في اللباس، ويتفاوت في كل بلد أو فترة. العديد من أشكال الأكمام باقية لا تزال موجودة في أنواع مختلفة من الثياب الأكاديمية أو غيرها.

## لغة
الكُمُّ (الجذر: كمم )
مَدخَلُ اليد ومَخرَجُها من الثوب. وجمعها أَكْمامٌ، وكِمَمَةٌ.
و(كُمُّ السَّبُع): غِشاءُ مَخالِبِه.
و(كُمُّ كلِّ نَوْرٍ): وِعاؤُه.
(ج) أَكْمامٌ.
و(أَكمامُ النَّخلةِ): ما غَطَّى جُمّارَها من السَّعَف واللِّيف والجِذْع.